# Platja des Llané Gran
La platja des Llané Gran és una platja del municipi de Cadaqués (Alt Empordà) situada a la badia de Cadaqués, al límit sud de la població, entre la punta d'en Pampà al nord, i la platja des Llané Petit al sud, separada d'aquesta per les roques d'en Pere Joan. Orientada a l'est, té una longitud de 93 m i una amplada mitjana de 18 m, formada per sorres, graves i còdols.
En aquesta platja hi ha la casa familiar de Salvador Dalí, on hi van passar molts estius. També el va visitar Federico Garcia Lorca els anys 1925 i 1927. Una escultura de J. M. Subirachs prop de la platja ho recorda. A l'extrem nord de la platja hi ha can Salisachs, una bonica casa noucentista.
La toponímia de Llané indica que era un indret on el bestiar de llana baixava de les muntanyes i horts per fer estada a prop del mar durant l'hivern.